# Bond van Belastingconsulenten

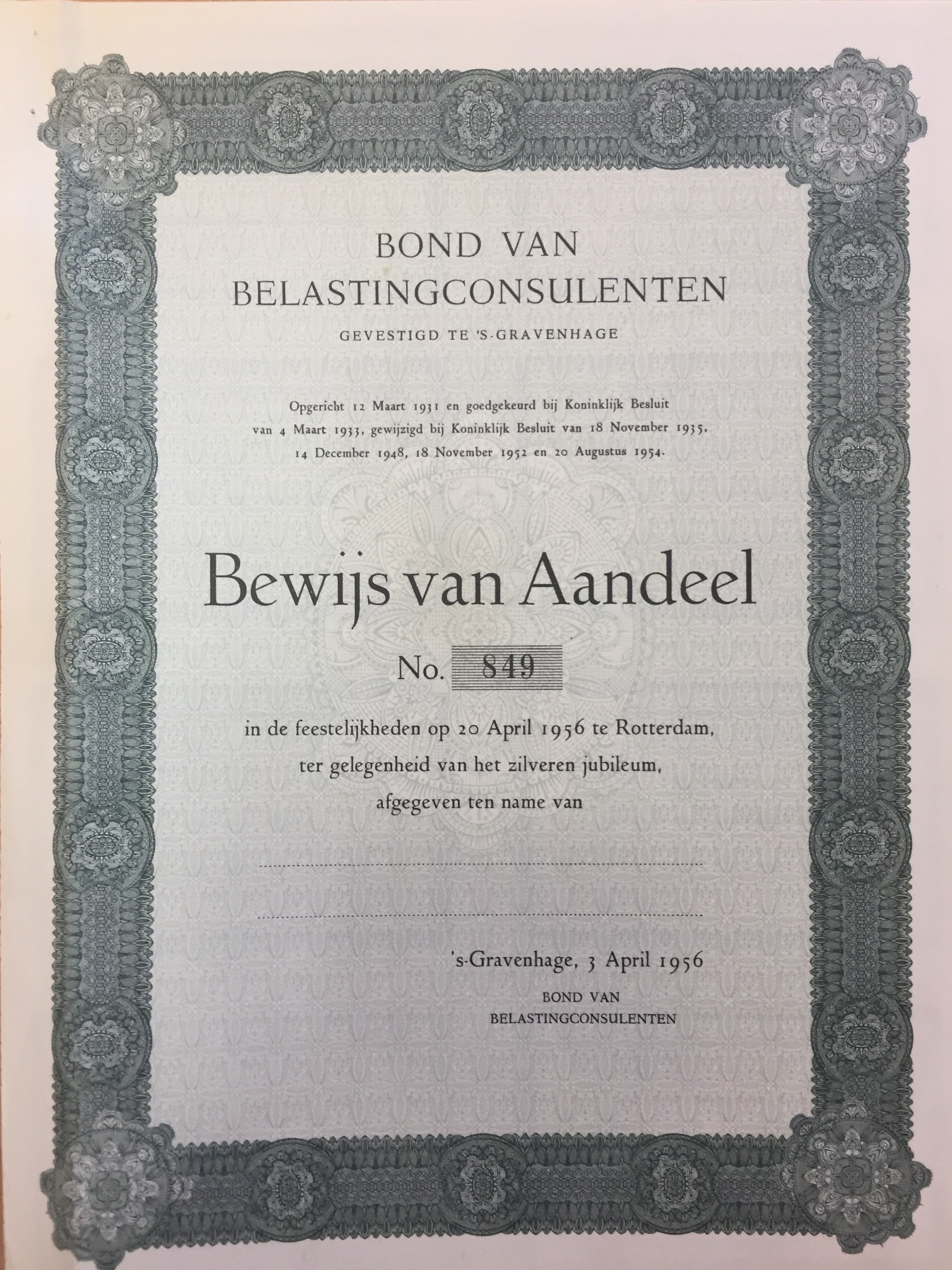
Bewijs van aandeel in de feestelijkheden op 20 april 1956 te Rotterdam ter gelegenheid van het zilverjarige jubileum van de Bond van Belastingconsulenten

De Bond van Belastingconsulenten  was de eerste beroepsorganisatie voor belastingadviseurs in Nederland.

## Geschiedenis
De Bond van Belastingconsulenten werd op 12 maart 1931 door eigenaren en docenten van het Instituut voor Handelswetenschappen opgericht. Bestuursvoorzitter bij de oprichting werd D. van der Lelie, docent M.O. Boekhouden en auteur van diverse publicaties en boeken waaronder 'De statistiek in de onderneming' en 'De rekening-courant'. Voorzitter van de Raad van Toezicht werd mr. A.A.H. du Toy van Hees, belastingconsulent, en bekend van onder meer zijn publicatie de 'Verzameling onzer belastingwetten'. Hij nam een jaar later de voorzittershamer van D. van der Lelie over en als gevolg daarvan trad hij af bij de Raad van Toezicht. De belangrijkste reden voor de oprichting van de Bond was dat het Instituut voor Handelswetenschappen op die manier hoopte meer cursussen en opleidingen te kunnen verkopen.
Al medio 1931 begon het Instituut voor Handelswetenschappen om via de Bond een ‘schriftelijke leergang belastingconsulent’ aan te bieden onder leiding van ‘academisch gevormde docenten’, opleidend voor de examens van de Bond. De Bond ging dus de examens verzorgen voor de leergang van het Instituut voor Handelswetenschappen. De uitslagen van de examens werden in verschillende media gepubliceerd. Met ingang van 1 september 1936 werd de leergang in plaats van schriftelijk voortaan mondeling gegeven. Het systeem van de mondelinge cursussen kwam onder leiding te staan van mr. A.W. Udo, oud-hoofdinspecteur der directe belastingen te Rotterdam en ’s-Gravenhage. De relatie met het Instituut voor Handelswetenschappen werd in de 2e helft van 1934 verbroken, wat leidde tot de oprichting van het niet toevallig 'instituut' genoemde Instituut voor Belastingconsulenten. 
De oudste en daarmee eerste advertentie van een lid dat adverteerde met het lidmaatschap van de Bond van Belastingadviseurs was Administratiekantoor H.H. Sips in Heerlen in een lokaal Limburgs tijdschrift van juli 1931.
Per 1 augustus 1932 waren er 46 gewone leden en per 1 augustus 1933 106. Leden moesten het diploma voor Belastingconsulent hebben behaald. Op 1 maart 1933 werd het wetenschappelijk bureau van de Bond opgericht. Daarnaast was er de oprichting van de Rotterdamse Kring, waarna er nog velen zouden volgen tot een landelijke dekking van kringen werd bereikt.
De Bond van Belastingconsulenten ging per 5 april 1977 op in de Nederlandse Federatie van Belastingconsulenten.

## Publicaties
Met ingang van 1 april 1932 werd door de Bond een tijdschrift uitgegeven genaamd Maandblad voor Belastingrecht. Dit blad fuseerde in 1968 met het blad Belastingbeschouwingen tot het Maandblad Belastingbeschouwingen en het bestaat nog steeds onder de naam MBB: Belastingbeschouwingen. Tot de initiële redactie behoorde de toenmalig voorzitter van de Bond de heer mr. A.A.H du Toy van Hees. Dit blad werd met de breuk van de Bond met het Instituut voor Handelswetenschappen in 1937 overgedragen aan het Instituut voor Belastingconsulenten. Met ingang van januari 1938 gaf de Bond een nieuw tijdschrift uit genaamd De Belastingconsulent. Het tijdschrift stond onder redactie van de heer mr. A.W. Udo en had als vaste medewerkers L.G. van Dam, P. Donker en L.J. de Haan. Het doel van het blad was “het geven van goede inlichtingen”. Op last van de Duitse bezetter verscheen het voor het laatst medio 1943. De artikelen in het eerste nummer gingen over:
- Waardebepaling van aandelen in besloten vennootschappen, door mr. A.W. Udo
- De belastingconsulent in het civiele recht, door mr. L.J. de Haan
- Uit de rechtspraak: artikel 4 lid 1 personele belastingen: Bergplaatsen voor beroep of bedrijf door mr. A.W. Udo.

Toen de uitgave van het verenigingsblad De Belastingconsulent medio 1943 werd verboden, ging het bestuur over tot het drukken en onder de leden verspreiden van een blad genaamd Mededelingen, waarin geleidelijk artikelen van leden werden opgenomen. Tussen september 1944 en medio 1945 verscheen het niet, maar daarna werd de druk en verspreiding weer opgepakt. De bedoeling was dat het net als het blad De Belastingconsulent ook een vaktechnisch georiënteerd verenigingsblad zou worden. Maar het bestuur besliste eind 1947 anders: de Mededelingen bleven bestaan voor verenigingsnieuws en voor de vakinhoudelijke zaken kregen de leden met ingang van 1 januari 1948 een abonnement op het Fiscaal tijdschrift FED.